# Thesium equisetoides
Thesium equisetoides är en sandelträdsväxtart som beskrevs av Friedrich Welwitsch och William Philip Hiern. Thesium equisetoides ingår i släktet spindelörter, och familjen sandelträdsväxter. Inga underarter finns listade i Catalogue of Life.